# San Borja (Bolivia)
San Borja es una ciudad y municipio de Bolivia, ubicado en la provincia del General José Ballivián del departamento del Beni. Según el último censo boliviano de 2024, el municipio de San Borja cuenta con una población de 45.562 habitantes, siendo de esta manera, el tercer municipio más poblado del departamento (después de Trinidad y Riberalta), y el más poblado de la provincia del General José Ballivián.
San Borja está situada a una altitud de 197 metros sobre el nivel del mar y a una distancia de 152 km de Rurrenabaque, a 234 km de Trinidad, la capital departamental, y a 365 km de La Paz. La capital del municipio forma parte de la Ruta Nacional 3 de Bolivia.

## Historia

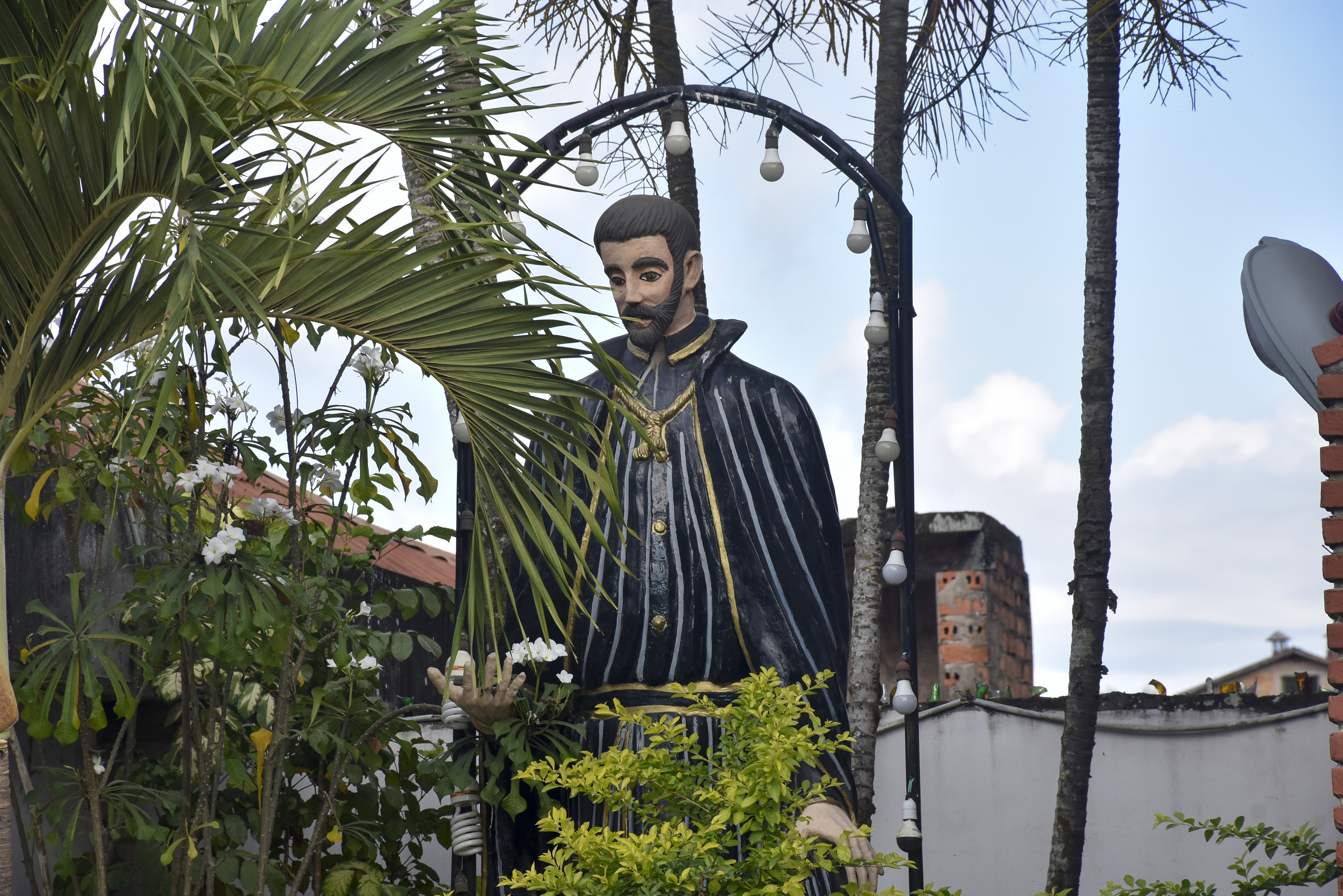
Monumento a Francisco de Borja en la catedral de San Borja.

### Fundación y época misional
San Borja fue fundado el 10 de octubre de 1693 por los jesuitas Francisco de Borja e Ignacio Sotomayor, dentro del plan de expansión misional en la región amazónica de Bolivia. La misión fue establecida principalmente para evangelizar a los indígenas chimanes y mojeños, quienes fueron organizados en una comunidad autosuficiente bajo la dirección de los sacerdotes. Como en otras reducciones jesuíticas, se promovió la enseñanza de la agricultura, la ganadería, la música, la carpintería y la construcción, entre otras actividades.
Los jesuitas implementaron un sistema social y económico basado en el trabajo comunitario, lo que permitió que San Borja creciera rápidamente. Sin embargo, este desarrollo se vio interrumpido cuando en 1767 la Corona española expulsó a los jesuitas de sus territorios en América. Esto marcó el inicio de un período de cambios y decadencia para muchas misiones, incluida San Borja.

### Período colonial y republicano
Después de la salida de los jesuitas, las misiones pasaron a ser administradas por las autoridades coloniales y, posteriormente, por el Estado boliviano tras la independencia en 1825. Sin la organización jesuítica, muchas comunidades perdieron estabilidad y su economía se vio afectada. Sin embargo, la ganadería empezó a ganar importancia en la región, lo que permitió a San Borja mantenerse como un centro poblado relevante dentro del Beni.
Durante el siglo XIX y principios del XX, San Borja siguió desarrollándose como un punto estratégico para la ganadería y el comercio en la Amazonía boliviana. La explotación del caucho también tuvo un impacto en la economía local, aunque trajo consigo problemas como la explotación de indígenas y conflictos con comunidades nativas.

### SiglosXXyXXI
A lo largo del siglo XX, San Borja experimentó un crecimiento económico sostenido gracias a la ganadería, la agricultura y el comercio. Con la construcción de carreteras y una mayor conexión con otras regiones del país, la ciudad se consolidó como un punto clave en el Beni.
En la actualidad, San Borja es una ciudad con una riqueza cultural importante, influenciada por la herencia indígena y las tradiciones de la época misional. Además, su cercanía con el Parque Nacional y Área Natural de Manejo Integrado Pilón Lajas la convierte en un destino atractivo para el ecoturismo y la conservación ambiental.
Hoy en día, San Borja sigue destacando en el sector ganadero, pero también busca diversificar su economía a través del turismo y la explotación sostenible de sus recursos naturales. Es un lugar con una fuerte identidad cultural y una historia que refleja la mezcla de influencias indígenas, jesuíticas y criollas a lo largo de más de 300 años.

## Ubicación
El municipio de San Borja es uno de los cuatro municipios de la provincia del General José Ballivián, situado en la parte sureste de la provincia. Limita al noroeste con el municipio de Reyes, al oeste con el municipio de Rurrenabaque, en el suroeste con el departamento de La Paz, en el sur con la provincia de Moxos, al este con el provincia de Yacuma, y al norte con el municipio de Santa Rosa de Yacuma.

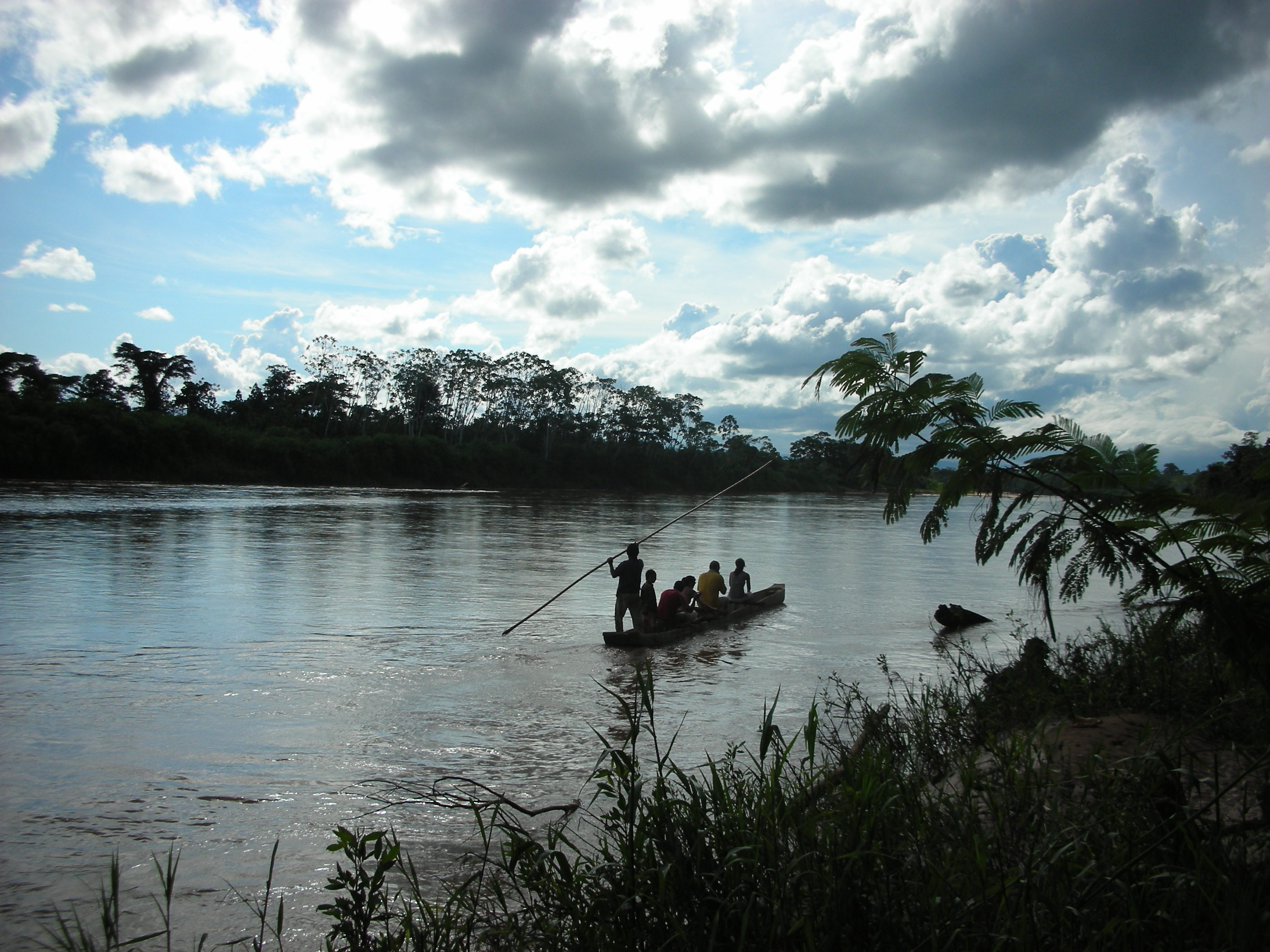
El río Maniqui ubicado a pocos kilómetros de San Borja.

La ciudad más grande y el centro administrativo del municipio es la ciudad de San Borja, que cuenta con 10 distritos y una población total de 40.864 habitantes (2012), ubicada el centro del municipio. La segunda localidad más grande es Yucumo, la cual tiene 6.657 habitantes, y luego está Palmar, con 3.223 habitantes.

## Geografía
El municipio de San Borja se encuentra en las tierras bajas de Bolivia, al este de la Sierra Muchanes. El clima de la región es tropical durante todo el año y húmedo, la vegetación original es la de la selva tropical.

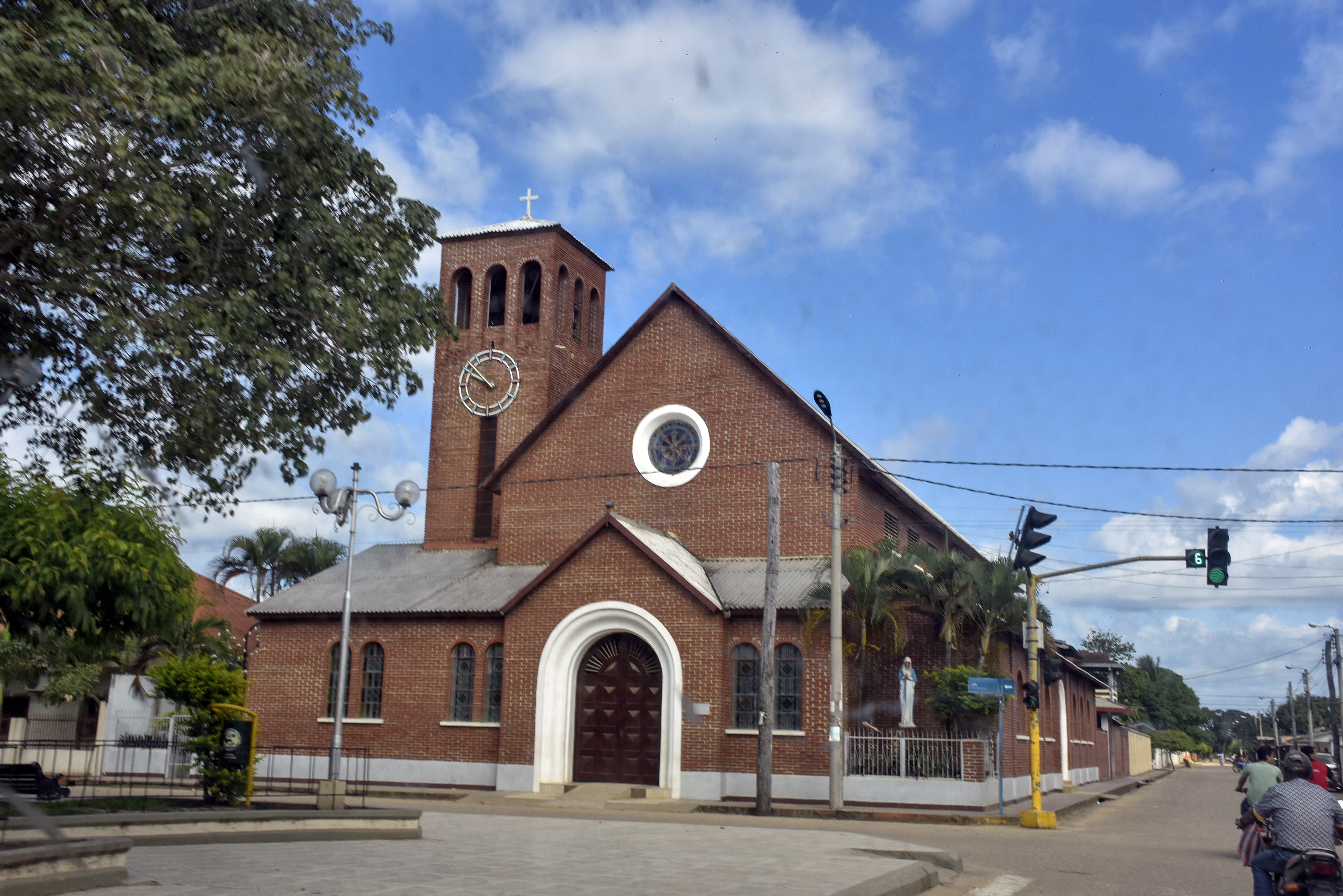
La catedral de San Borja.

### Clima
La temperatura media en la región es de alrededor de 26 °C y varía muy poco entre los 23 °C en junio y julio, y aproximadamente 27 °C de octubre a marzo. La precipitación anual es de 1800 mm, con lluvias moderadas de 60-70 mm meses de junio a septiembre, y una marcada estación lluviosa de diciembre a marzo, con precipitaciones mensuales de 200 a 300 mm.

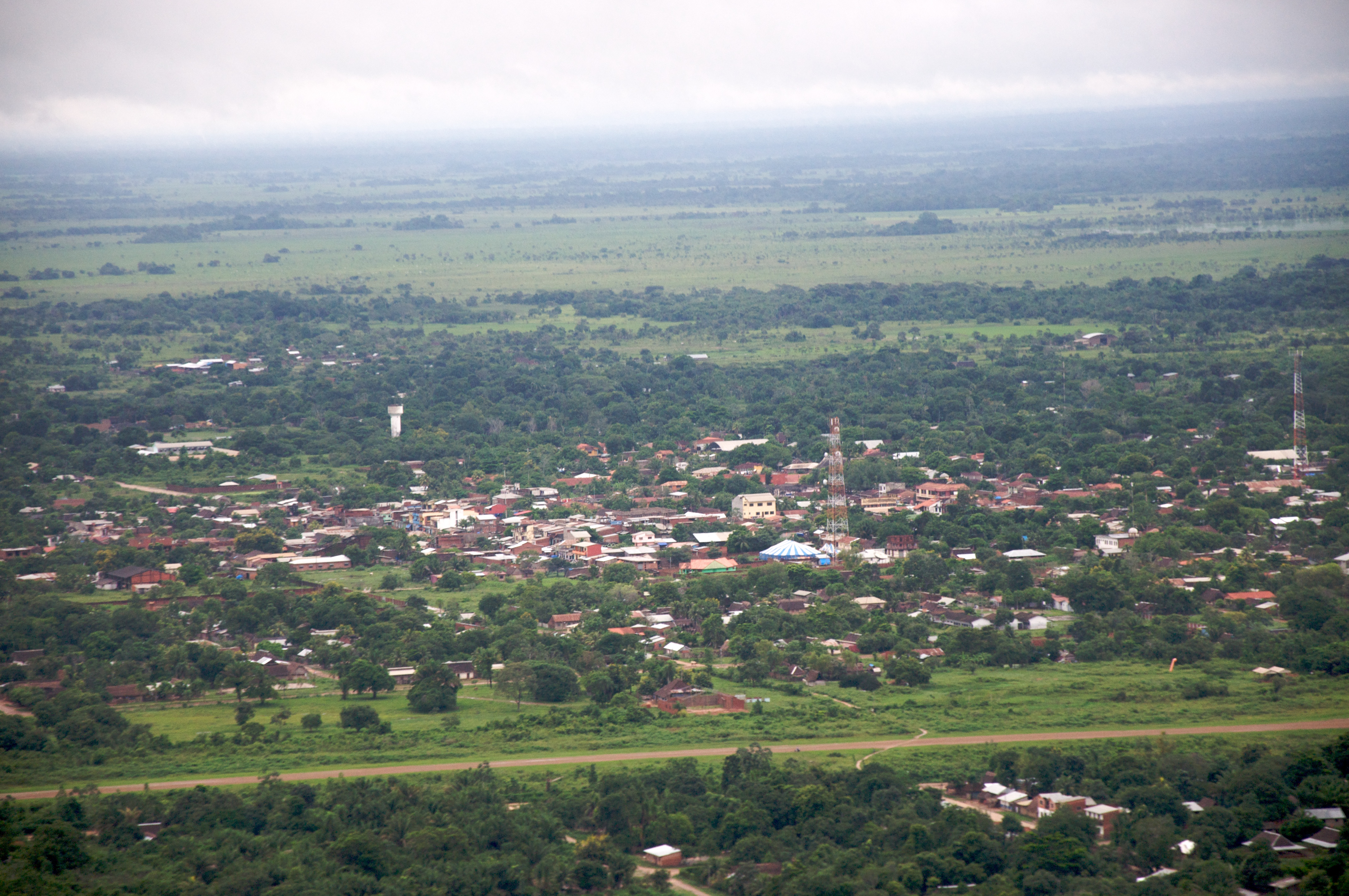
Vista aérea de San Borja.

Al norte del municipio se encuentra la Laguna Cara de Caballo, cerca al límite municipal con Santa Rosa de Yacuma.

## Transporte
San Borja se encuentra a una distancia de 232 kilómetros al oeste de Trinidad, la capital del departamento.

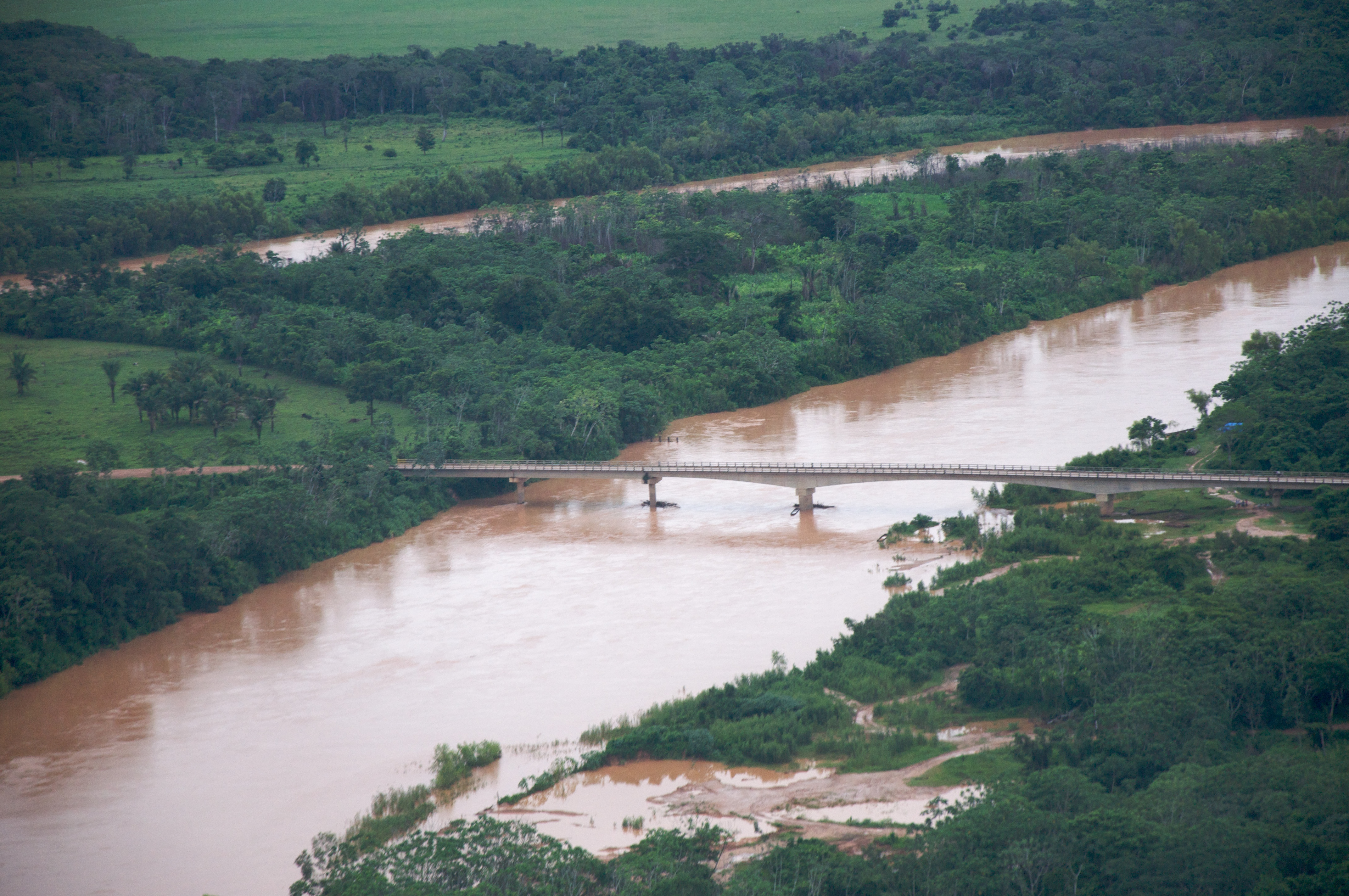
Puente sobre el Río Maniqui a su paso por San Borja.

La ciudad está ubicada en la ruta troncal Ruta 3 desde La Paz a Trinidad, de 600 kilómetros de longitud. La carretera está todavía en proceso de asfaltado, excepto por un tramo de 50 km al este de La Paz que ya está asfaltado, por lo tanto, no siempre es fácil navegar según las condiciones climáticas. Conduce desde La Paz a través de Cotapata, Sapecho y Yucumo en una ruta de 372 kilómetros a San Borja y por vía San Ignacio de Moxos a Trinidad. La ciudad principal más cercana es Rurrenabaque, a 100 km al noroeste de San Borja.

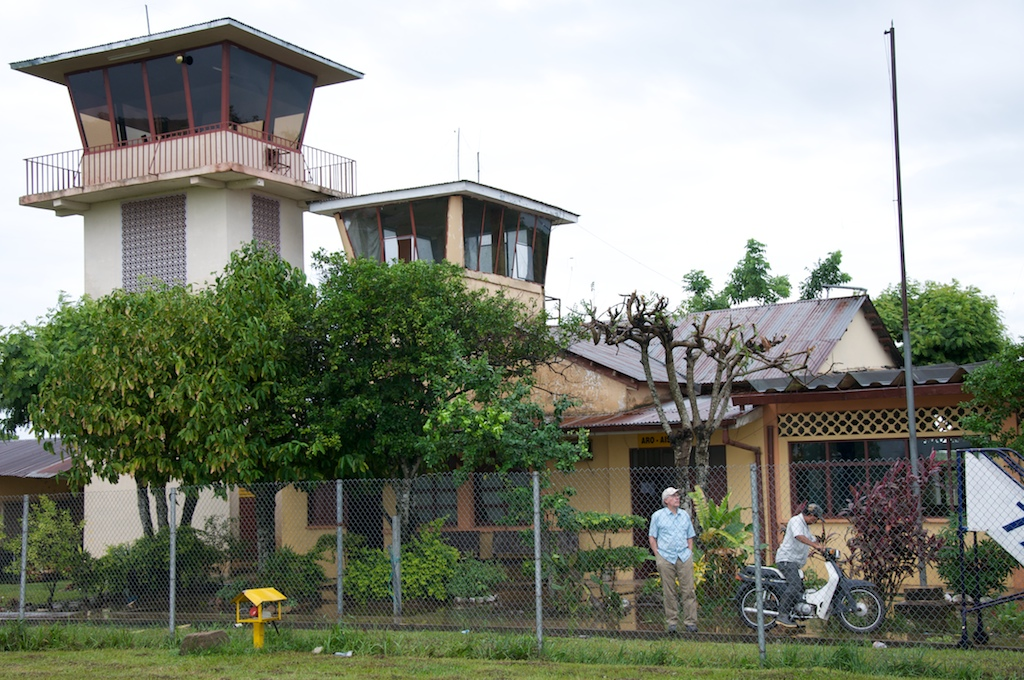
El Aeropuerto Capitán Germán Quiroga Guardia en San Borja.

El Aeropuerto Capitán Germán Quiroga Guardia es la terminal aérea de la ciudad, ubicado en la parte este de la ciudad, tiene una pista de tierra y ripio de 1.800 m de largo.

## Demografía
De acuerdo con el censo boliviano de 2024, la población del municipio de San Borja es de 45 562 habitantes.
La población del municipio casi se duplicó entre 1992 y 2024:
| Año  | Habitantes | Fuente                  |
| ---- | ---------- | ----------------------- |
| 1950 | 2 306      | Censo boliviano de 1950 |
| 1976 | 4 613      | Censo boliviano de 1976 |
| 1992 | 11 072     | Censo boliviano de 1992 |
| 2001 | 16 273     | Censo boliviano de 2001 |
| 2012 | 17 520     | Censo boliviano de 2012 |
| 2024 | 45 562     | Censo boliviano de 2024 |

## División Política
La provincia del General José Ballivián se creó el 3 de diciembre de 1937 sobre la base de los cinco cantones de la provincia Yacuma: Reyes, Rurrenabaque, Cavinas, San Borja y Santa Rosa. Según la Ley 1669 del año 1995, dicha provincia consta de cuatro secciones (municipios) que son las siguientes: 
| Municipios de la provincia Ballivián | Municipios de la provincia Ballivián |
| ------------------------------------ | ------------------------------------ |
| Nombre                               |                                      |
| Reyes                                |                                      |
| San Borja                            |                                      |
| Santa Rosa                           |                                      |
| Rurrenabaque                         |                                      |

El municipio cuenta con 10 distritos.

## Símbolos

### Himno
Paraíso de amor y de flores,
primorosa Ciudad Oriental,
eres digna de palmas y honores,
y eres digna de un canto inmortal.
Pueblo altivo, leal y hervoroso,
legendario y celeste Vergel,
que pintó algún pintor talentoso,
sobre un gigantesco panel.
Con ternura infinita te amamos, 
oh! San Borja epiterna y feráz,
y ante nuestra bandera, juramos,
que jamás mancillada su serás.
Y, si un día la Patria adorada,
viese hollada su Santa Heredad,
los borjanos blandiendo una espada,
lucharemos por nuestra libertad.
San Francisco de Borja fue el hombre 
que, imbuido de Célico amor,
te ha legado la vida y el nombre,
y la luz del supremo creador.
Y te dio como un don la privanza,
de un raza bizarra y leal,
que te colma de amor y bonanza,
amorosa Ciudad tropical.
Ya el clarín de la guerra resuena,
para ti como un célico don,
y a tus hijos de orgullo los llena,
tu cimera genial condición,
Y hoy lo mismo que ayer y mañana, 
te ofrendamos inmáculo amor,
y te cantamos con solfa galana,
para gloria de Dios y en tu Honor.